# Roussel de Bailleul
Pour les articles homonymes, voir Roussel et Bailleul.
Roussel de Bailleul (ou Roscelin, Ursel ou encore Oursel ; Ursellus de Ballione en latin, Ourselios ou Rous[s]elios Phrangopoulos  en grec) est un aventurier normand du XIe siècle, fondateur dans les années 1070 de l'éphémère principauté d'Ancyre, en Asie mineure.

## Biographie
Les origines de Roussel de Bailleul sont obscures. Il est qualifié de « Franc » par les Byzantins mais au XIe siècle, le terme « Francs » était appliqué à divers peuples d'Europe occidentale, notamment aux Français actuels (surtout ceux de la moitié nord, dont les Normands), mais aussi aux Flamands, aux « Allemands », etc. Pour les Byzantins, les Occidentaux étaient uniformément qualifiés de « Francs » (Φράγγοι), de « Latins » (Λατίνοι), voire de « Celtes » (Κελτοι). Selon Gustave Schlumberger, Roussel est un Normand. Bailleul est le nom de plusieurs localités de Normandie et du nord de la France actuelle. Pour Richard A. Fletcher, c'est un Normand originaire de Bailleul dans la région d'Argentan, tandis que pour Léon-Robert Ménager, il est originaire de Baons-le-Comte, dans l'Est du duché de Normandie.
Banni du duché normand ou exilé volontaire à la recherche de richesses en Méditerranée, Roussel quitte la Normandie pour le sud de l'Italie où vivent de nombreux normands. Si la date de son arrivée en Italie demeure inconnue, sa présence  en Sicile au début des années 1060 est certaine. Il est alors au service de Roger de Hauteville, un Normand qui vient d'entamer la conquête de la Sicile musulmane. En 1063, il participe à la bataille de Cerami, où les troupes normandes sont victorieuses d'une armée musulmane beaucoup plus nombreuse ; peu après, il s’installe en Terre d'Otrante.

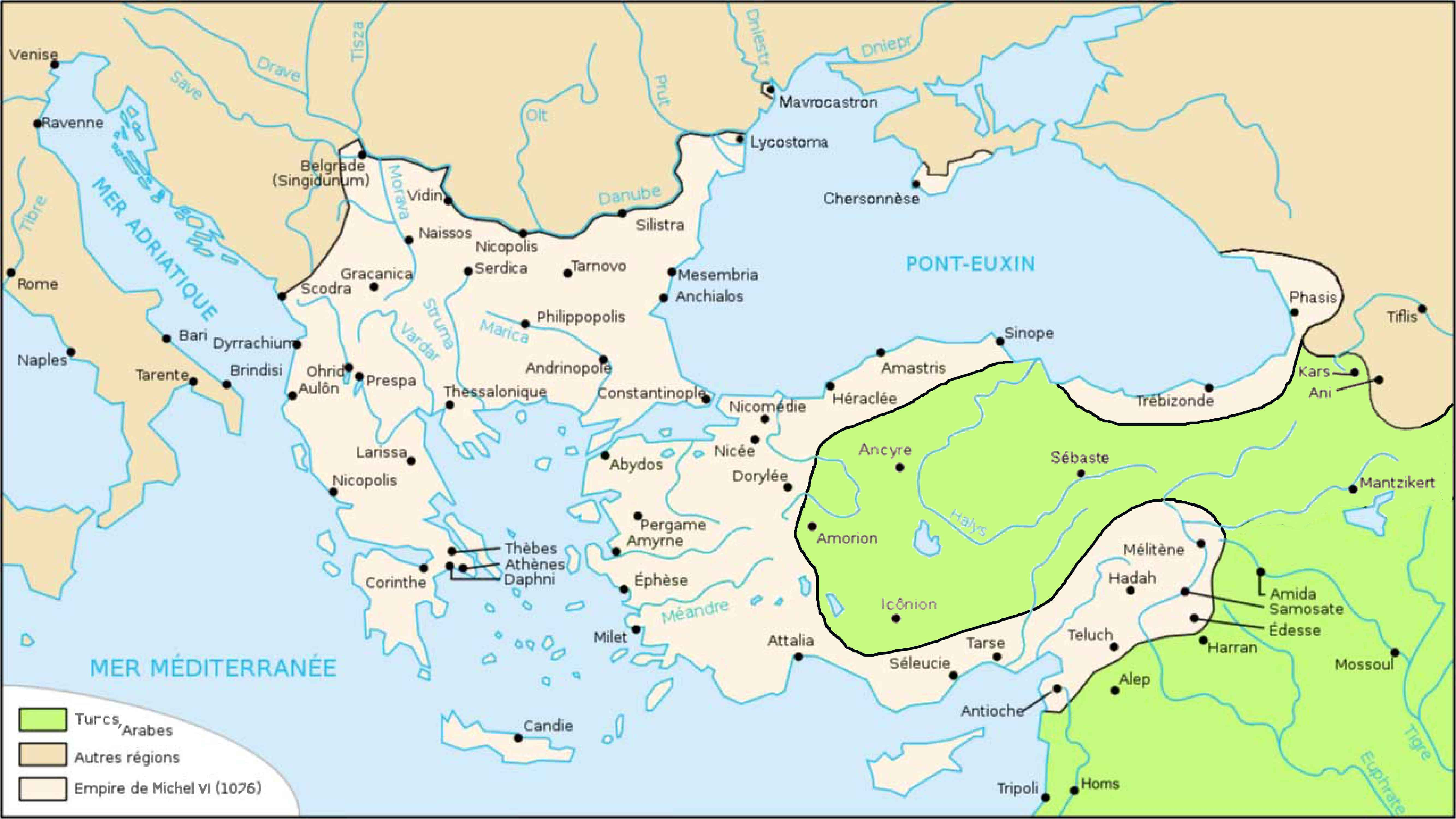
L'Empire byzantin en 1076.

Vers 1070, peut-être mécontent de son sort en Italie ou à la recherche de gloire et de richesses en Orient, il se rend à Constantinople avec une troupe de mercenaires franco-normands et se met au service de l'Empire byzantin ; il fait alors partie des troupes mercenaires byzantines d'Asie Mineure, composées non seulement de Francs et de Normands, mais également d'une partie de la Garde varangienne, composée de Varègues, de Norvégiens mais aussi de nombreux Anglo-Danois qui ont quitté l'Angleterre après Hastings (1066).
En 1071, il participe à la campagne de l'empereur byzantin Romain IV Diogène contre les Seldjoukides, qui se termine par la bataille de Manzikert, cinglante défaite de l'empereur qui est fait prisonnier ; c'est en voulant renforcer Roussel de Bailleul qui opère alors dans la région du lac de Van que l'empereur dégarnit ses troupes d'un important contingent.
En 1073, Roussel participe comme chef des auxiliaires normands à une expédition de l'armée byzantine conduite par le domestique des Scholes d'Orient Isaac Comnène. Arrivée à Césarée de Cappadoce, Roussel s’enfuit avec ses hommes, marche sur Sébaste et tente de créer une principauté en Anatolie, pillant les provinces voisines. Sa trahison entraîne la défaite d’Isaac, qui est fait prisonnier par les Turcs et doit rentrer à Constantinople après paiement de sa rançon. Roussel bat et fait prisonnier le césar Jean Doukas et son fils Andronic, envoyé contre lui sur le pont de Zompi, sur le Sangarios près d’Amorium. Renforcé par les mercenaires Normands du César, il poursuit sa route vers Constantinople. À Nicomédie, il proclame basileus son prisonnier Jean, puis met à sac et incendie Chrysopolis, située aux portes de la capitale impériale. Michel VII Doukas tente de négocier, lui renvoie sa femme et son fils et lui offre la dignité de curopalate. En même temps, il s'entend avec le chef turc Artoukh qui, parti de Cappadoce avec une forte troupe, surprend et bat Roussel près de Nicomédie et le fait prisonnier avec son empereur. Ce dernier est racheté par l'empereur et se réfugie dans un couvent. La femme de Roussel paye sa rançon et il rassemble ses hommes pour se réfugier dans le thème des Arméniaques où il a organisé ses bases.

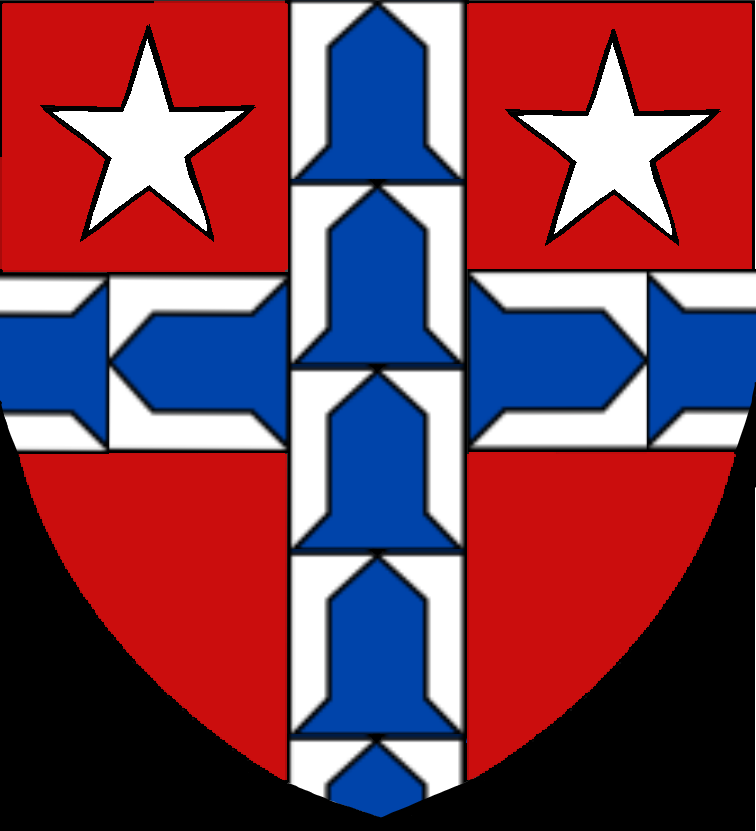
Arme Baudouin V de Bailleul

Michel VII Doukas et son ministre Niképhoritzès rassemblent leurs dernières ressources et envoient en Anatolie le jeune et énergique général Alexis Comnène, futur empereur. Il se renforce à Amasya d’une bande d’Alains du Caucase, envoyés contre Roussel et mis en déroute. Il mène une guerre d’embuscades et fait fermer les portes de toutes les villes pour épuiser son adversaire. Il achète la trahison du chef turc Tutuş, nouvel allié de Roussel, qui lui livre le chef normand et le ramène triomphalement à Constantinople (1074). Roussel est jeté dans un cachot et y serait mort de faim sans l’intervention de son généreux vainqueur.
Libéré par Michel VII Doukas lors de la révolte de Nicéphore Bryenne en 1077, il prend la tête des troupes chargé de réprimer le soulèvement. Envoyé contre Nicéphore Botaniatès, il le bat mais se rallie à lui. L’empereur fait alors appel aux Seldjoukides qui lui livrent une bataille à Nicomédie. Roussel de Bailleul est capturé et livré aux Byzantins qui le mettent à mort en 1078.